# Рајденхаузен
Рајденхаузен (њем. Reidenhausen) општина је у њемачкој савезној држави Рајна-Палатинат. Једно је од 92 општинска средишта округа Кохем-Цел. Према процјени из 2010. у општини је живјело 174 становника. Посједује регионалну шифру (AGS) 7135074.

## Географски и демографски подаци
Рајденхаузен се налази у савезној држави Рајна-Палатинат у округу Кохем-Цел. Општина се налази на надморској висини од 445 метара. Површина општине износи 2,1 km². У самом мјесту је, према процјени из 2010. године, живјело 174 становника. Просјечна густина становништва износи 84 становника/km².